# Michaił Menzbir

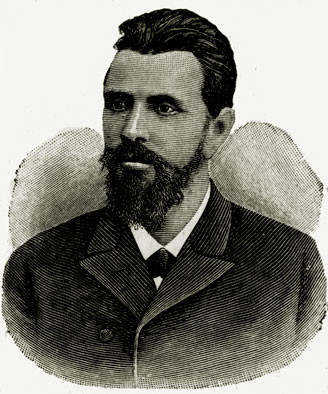
Michaił Menzbir

Michaił A. Menzbir (1855–1935) – rosyjski zoolog, ornitolog i ewolucjonista. Badał ornitofaunę Rosji. Pisał prace z zakresu zoogeografii i anatomii porównawczej. Był popularyzatorem darwinizmu. Pełnił funkcję profesora na Uniwersytecie Moskiewskim.
Menzbir był członkiem wielu towarzystw naukowych, między innymi Rosyjskiej Akademii Nauk, Niemieckiego Towarzystwa Ornitologicznego, Zoological Society of London, American Ornithologists’ Union. Założył także pierwszą w Rosji organizację ornitologiczną Kessler Ornithological Society.
Na jego cześć nazwano gryzonia z rodziny wiewiórkowatych świstakiem Menzbiera.